# Дом паметник на Разловското въстание
Домът паметник на Разловското въстание (на македонска литературна норма: Спомен-дом на Разловечкото востание) е културно-исторически комплекс в село Разловци, Северна Македония. Посветен е на Разловското въстание от 1876 година.

## История
Къщата паметник в Разловци започва да се гради по повод 100-годишнината на Разловското въстание в 1976 година. Открита е официално на 10 май 1981 година. Дело е на видния македонски архитект Георги Константиновски. Същата година печели наградата на вестник „Борба“ за вписване в селската архитектура. В къщата е разположена библиотеката, историческата и художествената изложба от празненствата по повод 100-годишнината на въстанието. По-късно паметникът е занемарен.